# Геологія Північного моря
Геологія Північного моря описує геологічні особливості, такі як протоки, жолоби і пасма сьогоденні і геологічної історії, тектоніки плит і геологічних подій, які їх створили.
Підмурівок Північного моря, було сформовано у внутришньоплитовій обстановці за часів докембрію. Жорсткі блоки були перемежовані різними осадами, пісків і солей. Ці жорсткі блоки були перетворені у метаморфічний підмурівок через тектонічні процеси, такі як континентальні зіткнення, які викликають горизонтальний тиск, тертя і перетворення у Каледонському циклі тектогенезу, а також у Варисційському циклі тектогенезу. Блоки зазнали метаморфічної еволюції протягом тріасового та юрського періодів, коли породи зазнавали нагрів від інтрузій гарячої розплавленої магми з надр Землі.
На місці океану Япет виникла сутура і гірський хребет, коли Лаврентія, Балтика і Авалонія зазнали континентальної колізії. Через цю колізію виникла Лавразія При каледонському циклі тектогенезу було утворено сутура Япет. Сутура Япет була головною геологічною особливістю при створенні вулканічного розлому в центральній частині Північного моря у пізній юрський період.
При Варисційському циклі тектогенезу було утворено Пангею, коли Гондвана і Лавразія зазнали континентальної колізії. Зникнення океану Реїкум призвело до утворення потужного гірського хребта на місці зіткнення — сьогоденний підмурівок Північного моря.
Тріасовий і юрський вулканічний рифтогенез і системи грабенів створили височини і низини на терені Північного моря. У пізньому мезозої і кайнозої відбулося просідання породи і утворення внутришньоконтинентального осадового басейну Північного моря. У цей період спостерігається підвищення рівня моря через спреддінг морського дна та зниження температур літосфери. Завершення формування берегової лінії Північного моря і підводного рельєфу відбулося в кайнозойську еру.

## Тектонічні структури
Мезозойські геологічні структури що знаходяться на дні Північного моря можна розглядати як авлакогени Після початкового розширення земної кори і формування рифтових басейнів протягом тріасового і юрського періодів, рифтогенез змістився на іншу сторону від Британських островів, що створив північну частину Атлантичного океану. Рифтові басейни навіть зазнали деяку інверсію наприкінці крейди і еоцену В олігоцені через альпійський орогенез на півдні, відбувається нова менш потужна фаза розширення Деякі грабени в області все ще активні.
Рельєф дна Північного моря визначають грабени: з північного заходу на південний схід прямує грабен Нижнього Рейну — під південною частиною Північного моря і Нідерландів з півночі на південь прямує Центральний грабен Північного моря, який починається до півночі від Голландського узбережжя і закінчується в районі на схід від Шотландії, і Грабен Вікінг вздовж південно-східного узбережжя Норвегії Грабен Горн — невеликий грабен на схід від Центрального грабена і вздовж данського узбережжя.. Ще менша структура відома як Терсхеллінг грабен, який межує з Центральним грабеном на Заході, тільки на північ від Нідерландів Грабен Осло — великий грабен на дні Скагерраку, і прямує з півночі на південь Грабен Вікінг відокремлює Фарерсько-Шетландський басейн від Шетландської платформи, дві структури з'єднуються в області на північний схід від Шетландських островів.

## Геологічна історія

### Палеозой

#### Фіннмаркський, Азоліанський та Каледонський орогенези
Під час Фіннмаркського орогенезу, на початку палеозойської ери, були створені деякі геологічні структури північної Норвегії Наприкінці ордовику, Балтика зазнала субдукції під Авалонію формуючи транс'європейську сутурну зону, ця сутурна зона відповідає північнонімецько-польським каледонідам. До кінця ордовика море Торнквіста зникло.
На початку Азоліанського орогенезу сталося зіткнення між Шотландією і районом Мідланд-Веллі яке досить імовірно, створило Граничний розлом Хайленд.
Наприкінці силурійського періоду Балтика зазнала колізії з Лаврентією, під час скандинавської фази каледонського орогенезу. Балтика, субдуцировала під Лаврентію формуюючи Каледонський пояс Каледонський орогенез призвів до закриття океану Япет, коли материки і террейни Лаврентія, Балтика і Авалонія зазнали колізію створивши новий континент: Лавразію або Євроамерику. Каледонський орогенез охоплює події, які сталися від ордовика до раннього девону, приблизно 490—390 млн років. Провідні елементи підмурівку Північного моря були приблизно сформовані під час цього каледонського геосинклинального етапу кембрію-девону На місці каледонських гірських хребтів було створено Древній червоний пісковик на місці з'єднання тектонічних плит. В цей же час Реїкум розпочав відкриватися на південь

#### Акадіанський орогенез

Континенти після Каледонського орогенезу (Девонський — Пермський періоди).

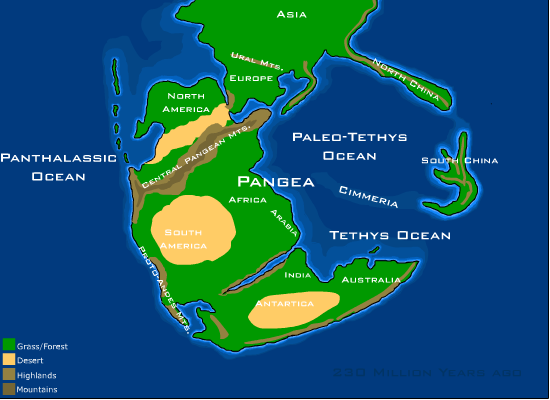
Пангея 230 ma

Акадіанський орогенез відбувся у ранньому девоні, близько 500 млн років тому. Континенти Лаврентія і Балтика зазнали континентальної колізії, при цьому зник океан Япет і було створено гірський хребет, що прямував від сьогоденних гір Адірондак на півночі через Нову Шотландію, Британські острова, Норвегію та східні околиці Ґренландії Ґренландія і Скандинавія були розташовані на той час на екваторі і середніх тропіках. У пізньому кам'яновугільному періоді — ранньому пермському періоді терен сьогоденних Ґренландія-Скандинавія-Британські острови розпочав дрейфувати на північ. В цей же час відбувається утворення даєк паралельно транс'європейській сутурній зоні, де були утворені структурні елементи Північного моря — Британських островів — Німеччини — південно — західний терен Швеції.

#### Варисційський орогенез
Океан Реїкум або Прото-Тетіс зникли під час Герцинського/Варисційського орогенезу і було утворено суперконтинент Пангея. Континенти Гондвана і Лавразія зазнали колізії, обидва континенти дрейфували на північ, проте Гондвана дрейфувала швидшими темпами. Гірський хребет, який був створений прямував уздовж сьогоденної Іспанії, Бретані, центральної Німеччини і центральної Польщі. Закриття Реїкуму наприкінці кам'яновугільного періоду утворюють деякі геологічні формації південної Англії
Суперконтинент Пангея наприкінці пермського періоду зазнав розширення коли Сибір зіткнулася з Балтикою і Казахстанією. Пангея була оточена масивними тектонічними плитами що зазнавали субдукції. Терен Північного моря займав центральне місце в континентальній частині суперконтиненту Пангея. У цей період терен сьогоденного Північного моря був у субтропіках і мав посушливий клімат

### Пермотріасовий рифтогенез
У період тріасу, були утворені грабени Вікінг і Центральний

### Юрський період
На початку юрського періоду (200—145 Ma), Пангея зазнала руйнації на два континенти, Гондвана і Лавразія У цей час зростає рівень моря. Поховання водоростей і бактерій нижче мулу морського дна протягом цього часу призвело до утворення нафти і природного газу, більша частина перекрита пісковиковими відкладеннями, що утворилися в затоплених морем болотах, солоних озерах і лагунах, які були домом для динозаврів

### Середньоюрське купольне підняття
Вулканізм і рифтова система утворена в центральній частині Північного моря, де були екструдовані базальтові лави Мантія була деформована вгору створюючи купол в середині Північного моря, де сутуру Япет перетинає системи розломів Тейсейра-Торнквіста. Купол перетинають грабен Вікінг, Центральний і басейн Морі-Ферт. Шотландія рифтогенезом і екструзівно пов'язана через Лонг Фортіз з областю підняття Лонг Фортіз і басейн Хорда були також вулканічними центрами. У юрський період рівень моря впав В цей час відбулися значні відкладення уламків і пісків на узбережжі

### Крейдяний спредінг морського дна
Основний напрямок рифтогенезу в цей час схід-захід. На той час існувало два басейни: великий Південний пермський басейн, та менший — Північний пермський басейн, що був субширотним. Басейни були розділені системою височин Рингкебінг-Фюн. Грабен Вікінг знаходиться між Шетландською платформою і Фенно-Скандинавською височиною. Центральний грабен знаходиться серед пермських басейнів і височиною. Формування басейнів відбулося під впливом зигзагоподібної сутурної лінії каледонського орогенезу. Спредінг морського дна тривав, і рівень моря підвищувався. Рівень моря становив від 100 метрів до 200 метрів вище сьогоденного рівня.
У північно-західній Європі, крейдяні відкладення періоду верхньої крейди характерні для Крейдяної групи, що утворює білі скелі Дувру на південному узбережжі Англії і подібні скелі на французькому нормандському узбережжі. Група знаходиться в Англії, Північній Франції, Нідерландах, північній Німеччині, Данії та на дні в південній частині Північного моря. Стагнація глибоководних морських течій в середню крейду викликала безкисневу паузу в морській воді. У багатьох місцях по всьому світу були сформовані, темні безкисневі сланці у цей проміжок часу. Ці сланці є важливим джерелом закладення для нафти і газу, наприклад, в надрах Північного моря. У північно-центральній і північній частині Північного моря, Крейдяна група є одним з основних блоків ущільнення, який перекриває ряд блоків порід-колекторів і запобігає нафті та газу мігрувати вгору.
Кратер Сільверпіт діаметром 20 км, ймовірно ударний кратер в Північному морі віком 74 — 45 Ma (пізня крейда — еоцен) Соул Піт басейн був створений глибинним похованням ударного кратера

### Формування кайнозойського внутришньоплатформового басейну
Геологічно, у кайнозойську еру, континенти розташувались на своїх сьогоденних позиціях Відбувся альпійський орогенез, спрединг Серединно-Атлантичного хребта, а також створення басейну Атлантичного океану. Гаряча точка Ісландії і рифтогенез Північної Атлантики призвели до виокремлення Британських островів На початку палеогену між 63 і 52 млн років, формується Північне море, і відбувається тектонічний підйом Британії. Деякі з цих підйомів відбулися за старими напрямками зниженого спротиву Каледонського орогенезу.
Після етапу піздньоюрського рифтогенезу відбулося термічне занурення за часів пізнього мезозою і кайнозою і створення внутришньоплатформового осадового басейну. Занурення відбулося за рахунок охолодження літосфери Внутришньоплатформові стиснення були викликані спредингом морського дна Атлантичного океану. Відбулося відокремлення через рифтогенез Ґренландії від Північної Америки і від Європи під час палеогену. Під час еоцену, останній сухопутний міст через Атлантичний океан затонув
Альпійський орогенез, що стався приблизно 50 Ma, утворив синкліналь Лондонського басейну і антикліналь Вельд-Артуа на південь. Східний кінець Лондонського басейну зливається з басейном Північного моря, тягнучись суходолом уздовж узбережжя північного Кента до Рекульвера і до східного узбережжя Ессекса і в Суффолк, де він залягає під плейстоценовими відкладеннями 'CRAG' , що охоплюють набагато східніший Суффолк і Норфолк і варто розглядати як частину басейну Північного моря.
У міоцені пліоцені відбулися подальше підняття і ерозія у сьогоденних Пеннінських горах. Рослинні і тваринні види мають їх сучасні форми, близько 2 млн років ландшафт вже був близький до сьогоденного.

### Четвертинні зледеніння
За часів плейстоцену відбулася регресія моря, через накопичення льодовикових покривів Основні зміни протягом плейстоцену були викликані декількома останніми льодовиковими періодами. Під час зледеніння, вода з океанів утворила льодовикові щити у високих широтах, в результаті чого рівень світового океану знизився на близько 120 метрів, оголюючи континентальний шельф і формуючи сухопутні мости між суходолами для міграції тварин. Під час зледеніння, тагнуча вода повернулася в океан, викликаючи підвищення рівня моря. Цей процес може викликати раптові зміни берегових ліній і систем гідратації в результаті чого знову затоплювався суходіл, руйнація льодовикових дамб, призводило до засолення озер, нових льодовикових дамб, створюючи великі ділянки прісної води, а також загальну зміну регіональних погодних умов на великій, але тимчасовій шкалі. Це могло навіть призвести до тимчасового інтергляціалу. Цей тип хаотичної зміни суходолу, льодовика, морської і прісної води було запропоновано як ймовірну модель для країн Скандинавії та Балтії, а також більшої частини центру Північної Америки наприкінці останнього льодовикового максимуму, де сьогоденна берегова лінія утворюється тільки протягом останніх декількох тисячоліть. Крім того, післяльодовиковий відскок Скандинавії призвів до занурення під воду Північного моря сухопутного мосту що з'єднував Британські острови і континентальну Європу.
Суходіл на місці Англійського каналу було зруйновано ерозією, викликаною двома великими повенями. Перша відбулася близько 425 Кілороків тому, коли озеро за крижаною греблею в південній частині Північного моря було переповнено і відбулася руйнація крейдяного хребта Вельд-Артуа через катастрофічну ерозію і повень. Після цього Темза та Шельда скидали воду до Ла-Маншу, але Маас і Рейн все ще текли на північ. Друга повінь відбулася близько 225 Кілороків тому Маас і Рейн скидали воду у передльодовикове озеро, гребля якого була катастрофічно зламана (складалась можливо з крейди, або кінцевої морени, залишеної льодовиком). Події обох повеней можливо порівняти з Ченнелд Скебленд в США
Заледеніння мало величезний вплив на узбережжя Північного моря. Західне узбережжя Данії, не було зайнято льодовиками Дніпровського та Віслинського гляцеалів. Під час регресії моря, північне узбережжя Данії поступилося піднятим косами, береговими валами і скелям.
Під час Віслинського заледеніння, тільки захід Ютландії був вільний від льоду, і велика частина сьогоденної акваторії Північного моря була сухопутним мостом між Ютландію і Великою Британією. Під час Емського стадіалу, узбережжя Норвегії також було вільним від льоду. Суходіл на місці Північного моря був тундростепом, що було затоплено наприкінці останнього льодовикового періоду